# Bud and Jackie Sellick Bowl
Le Bud and Jackie Sellick Bowl, est un stade omnisports américain (servant principalement pour le football américain et le soccer) situé dans la ville d'Indianapolis, en Indiana.
Appartenant à l'Université Butler, le stade, doté de 7 500 places, sert d'enceinte à domicile pour l'équipe universitaire des Bulldogs de Butler (pour ses équipes de football américain et de soccer).

## Histoire
Le stade ouvre ses portes en 1928 sous le nom de Butler Bowl, et est au départ doté de 36 000 places assises, réduites à 20 000 places en 1955.
En 2017, le stade change de nom pour Bud and Jackie Sellick Bowl, son nom actuel.

## Galerie

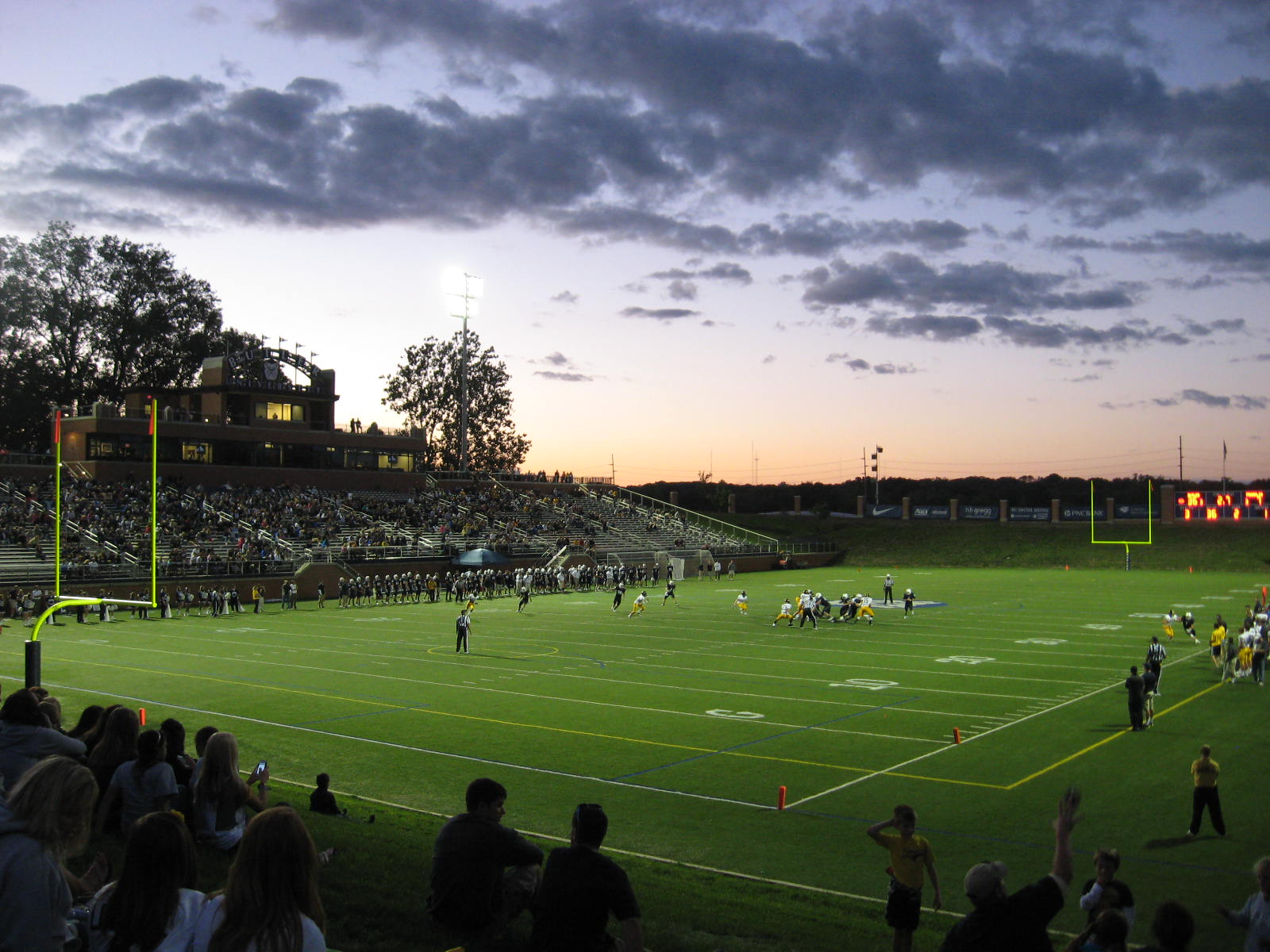
Match de nuit en 2012
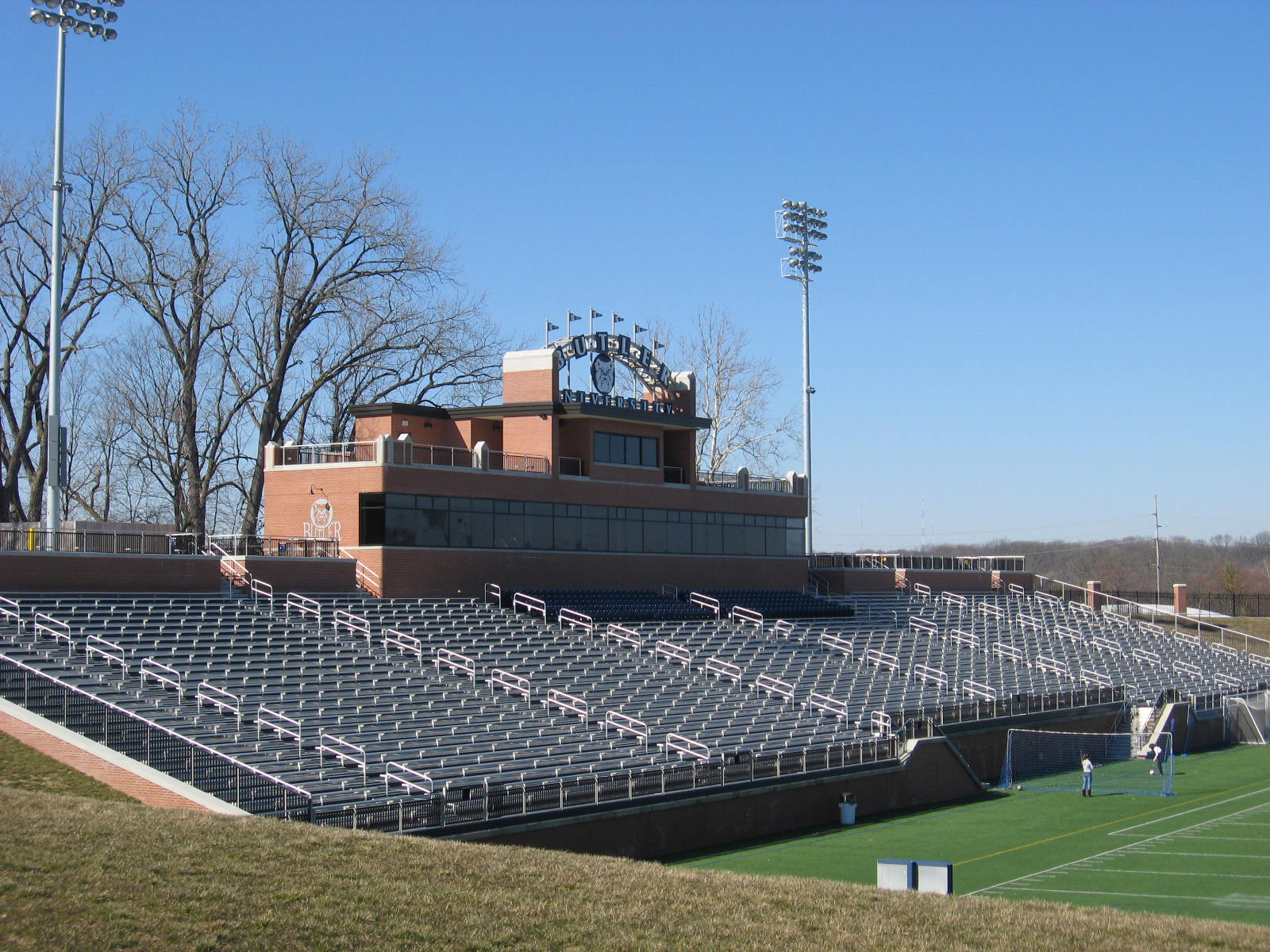
Tribune centrale